# Hypostomus atropinnis
Hypostomus atropinnis är en fiskart som först beskrevs av Eigenmann och Eigenmann, 1890.  Hypostomus atropinnis ingår i släktet Hypostomus och familjen Loricariidae. Inga underarter finns listade i Catalogue of Life.